# Horch 33/80 PS
De Horch 33/80 PS Type S was een luxeauto uit de topklasse die door de Duitse autoconstructeur Horchwerke AG van 1914 tot 1922 op de markt gebracht werd.

## Historiek
Deze auto vertegenwoordige het summum van de autoproductie bij Horch in de periode voor de Eerste Wereldoorlog. De Horch 33/80 PS was enkel weggelegd voor een selecte club van zeer rijke en prominente figuren uit die tijd. De auto werd geïntroduceerd in 1914 toen de oorlog al uitgebroken was, maar aangezien de start van het ontwerp al dateert van voor het conflict wordt de 33/80 PS als een vooroorlogse Horch beschouwd.
Bij zijn voorstelling in 1914 was de 33/80 PS nog in de fase van prototype. Het exemplaar dat getoond werd was voorzien van een groot raam dat de vier zijden van de cockpit besloeg. De eigenlijke productie begon in 1915. Gezien de oorlog die aan de gang was en de exclusiviteit van dit zeer dure model, werden er slechts weinig exemplaren gebouwd.
De 33/80 PS werd voor het laatst vertoond op het Autosalon van Berlijn in 1921. In 1922 werd de productie na 46 exemplaren stopgezet.

## Ontwerp
De Horch 33/80 PS werd aangedreven door een 8491 cc vier-in-lijnmotor met zijkleppen en een regelbare Zenith 36 carburateur. Deze motor ontwikkelde 80 pk. De koper had de keuze uit een nokkenas met ketting- of tandwielaandrijving. Dit was de motor met de grootste cilinderinhoud die Horch ooit in een van zijn modellen gebruikt heeft.
Het chassis bestond uit twee balken die door middel van een aantal dwarsverbindingen aan elkaar gekoppeld waren. Dit zogenaam ladderchassis had bladgeveerde starre assen voor- en achteraan.
Het ontwerp van de auto bevatte een aantal reeds voor die tijd verouderde concepten, in combinatie met meer vooruitstrevende technieken. Een van die verouderde concepten was de motor met een tweeblokkenachitectuur. Bij een dergelijke architectuur bestaat het motorblok niet uit één stuk maar worden twee kleinere motorblokken, meestal half zo groot, aan elkaar gekoppeld om een motor van dubbele grootte te vormen. Kort na het einde van de Eerste Wereldoorlog raakte deze techniek in onbruik. De 33/80 PS was het laatste model van Horch dat er gebruik van maakte. Een van de meer vooruitstrevende technieken was het gebruik van twee bougies per cilinder.